# Тиркушки
Тиркушки (лат. Glareola) — род птиц из семейства тиркушковых.

## Описание
Птицы средней величины.

## Ареал
Распространены в пустынях, степях и полупустынях Африки, Азии, Европы, Австралии.

## Виды
Международный союз орнитологов относит к роду 7 видов:
- Glareola cinerea — Серая тиркушка
- Glareola lactea — Малая тиркушка
- Glareola maldivarum — Восточная тиркушка
- Glareola nordmanni — Степная тиркушка
- Glareola nuchalis — Белошейная тиркушка
- Glareola ocularis — Мадагаскарская тиркушка
- Glareola pratincola — Луговая тиркушка